# 头孢羟氨苄
头孢羟氨苄（INN：cefadroxil）是一种杀菌的头孢菌素类广谱抗生素，对革兰氏阳性和革兰氏阴性细菌的感染有效。它由头孢氨苄羟基段衍生而来。可用于治疗轻度至中度易受感染，如因细菌化脓性链球菌引起的咽喉炎或链球菌扁桃体炎、尿路感染、生殖道感染和皮肤感染。头孢羟氨苄几乎完全从胃肠道吸收。每500毫克或1克的剂量经口后，分别在1.5至2小时后达到约16或30微克/毫升的血药峰浓度。虽然峰浓度与类似头孢氨苄，但其血浆浓度更持久。食品用量不影响羟氨苄吸收，约有20％的头孢羟氨苄血浆蛋白结合。头孢羟氨苄血浆半衰期约1.5小时，肾功能不全患者会有所延长。头孢羟氨苄会广泛分布到人体的组织和体液中，并可以穿透胎盘在母乳中出现。